# Церковь Исидора Блаженного
Церковь Исидора Блаженного (церковь Вознесения Господня в валах) — православный храм в Ростове Великом.
Построена на месте погребения блаженного Исидора. Главный престол освящён в честь Вознесения Господня, придел — во имя Исидора Ростовского.

## Архитектура храма
На стене храма было написано: «А делал церковь Великого князя мастер Андрей Малой». При росписи храмов редко указывали имя зодчего, в основном, информация об авторах церквей XVI—XVII веков отсутствует.
Андрей Малой — памятный архитектор, работник Ивана Грозного. В основном, работал с московскими проектами.
Построенный архитектором храм Вознесения похож на посадские московские храмы своим огромным пространством внутри с крестовой купольной системой, не имел высоких столбов.
В 1572 году Иван Грозный выделил средства для храма и дал указ изготовить иконостас из дерева с царскими вратами. 
В 1817 году оборудовали серебряную гробницу, чтобы хранить в ней мощи святых. Она находилась под аркой между холодной и теплой частями храма.
Роспись была выполнена в стиле барокко братьями Иконниковыми.
В 1786 году мастера обновили роспись стен и демонтировали иконостас.
В XIX веке соорудили серебряную гробницу юродивого (в 1817 году), вместо старой колокольни построена в классицистических формах новая.
В 1836 году возле храма построили каменный дом в два этажа, чтобы там могли проживать служители церкви .
В 1845 году на входе внешнего двора церкви были построены ворота из камня. К сегодняшнему дню ни одно из построений не осталось целым. Теперь эти объекты можно наблюдать только на снимках.
Как и многие храмы, Вознесенский потерпел крушение в советские времена. Из святого места устроили хранилище, через время здание храма окончательно превратилось в заброшенное.
В 1930 году церковь передали в управление музея «Ростовский кремль».
В 1955 году над церковью начал тщательную работу архитектор Л. А. Давид. Была цель придать церкви первоначальный вид.
В 2000 году храм возвратили во владения Православной церкви. Возобновились богослужения.
Здание привели в порядок: пол заменили на новый, вокруг храма был установлен дренажный механизм, решетки на окнах смог восстановить французский мастер.
В 2008 году церковь приобрела новые отлитые колокола.
Реставрационные работы храма продвигаются с маленькой скоростью из-за тяжелого финансового положения. Есть острая необходимость в восстановлении фрески, которая сохранилась до наших дней.
Настоятель храма — протоиерей Олег Ельцов.

## История храма
Храм был возведен в 1566 году в Ярославском Ростове. Построен в честь первого на Руси блаженного Твердислова Исидора. Родился он рядом с Бранденбургом, семья была католической, знатного немецкого рода и входила в состав участников крестового похода.
Будучи юношей, Исидор решил, что хочет жить на Русской земле. Пешком дошел до Ростова Великого, где и остался жить. Построил себе шалаш из деревянных прутьев и в нём все свое время посвящал молитве. Из-за своего внешнего вида и безумного взгляда на жизнь он терпел насмешки, издевательства и побои со стороны людей.
Псевдоним Твердислов получил Исидор благодаря своим пророчествам, которые без исключений исполнялись. Он предсказывал будущее, спасал жизни. Один раз юноша уберег от смерти торговца, который был выброшен толпой людей в море. Такой поступок Исидор посчитал несправедливым и возвратил утопающего обратно на корабль. Был случай, когда с Исидором грубо обошлись члены придворного штата, выгнав его из княжеского двора в то время, как князь вел прием архиерея. В этот же час сосуды, наполненные водой стали пустыми. Князь приказал найти блаженного Исидора, выяснив, что ко всему произошедшему имеет причастие именно он. Исидор вернулся с просфорой, которую дал епископу со звучанием молитвы. В этот же момент все сосуды вновь были наполнены водой. И по сей момент к блаженному Исидору обращаются за помощью обиженные без справедливости.
Умер блаженный 14 мая 1474 года. Похоронили Исидора в той собственноручно построенной им хижине. Его кончина сопровождалась необычным благовонием, развеявшимся по всей территории. Только после этой новости горожане осознали, что юноша был Божьим Угодником.
Через год на могиле блаженного был построен деревянный храм. Позднее в этом же месте похоронили ещё трех ростовских блаженных — Стефан, Артемий Третьяк и Афанасий.
Через три года по приказу самого Ивана Грозного храм перестроили в каменный.